# MGB Ge 4/4 III
De Ge 4/4III is een elektrische locomotief van de Furka-Oberalp-Bahn (FO). De onderneming maakt tegenwoordig deel uit van de Matterhorn Gotthard Bahn (MGB).

## Geschiedenis
Deze locomotieven werden in de jaren 1980 door Schweizerische Lokomotiv- und Maschinenfabrik (SLM) en Brown, Boveri & Cie (BBC) ontwikkeld uit de Ge 4/4 II van de Rhätische Bahn en gebouwd voor de Furka-Oberalp-Bahn (FO) als Ge 4/4 III.
Tussen de aflevering van en de ingebruikname van de Furka-basistunnel in 1982 werden de locomotieven verhuurd aan de Rhätische Bahn (RhB).
De locomotieven zijn sinds 1982 ingezet voor de autotransport treinen door de Furka-Basistunnel tussen Oberwald en Realp. In geval van onderhoud aan een van deze locomotieven wordt deze vervangen door een locomotieven van de serie Deh 4/4 II.
Loc 82 werd in 2015 uitgerangeerd en eind 2017 afgebroken.

## Constructie en techniek
De locomotief is opgebouwd uit een lichtstalen frame. Deze locomotieven hebben geen tandradaandrijving. De locomotief kan ook vanuit de stuurstandwagen worden bediend.

### Namen
De Matterhorn Gotthard Bahn (MGB) heeft de volgende namen op de locomotieven geplaatst:
| MGB Ge 4/4 III |        |           |
| Nummer         | Naam   | Opmerking |
| 81             | Wallis | ex FO 81  |
| 82             | Uri    | ex FO 82  |

Na het uitdienstnemen en afbraak eind 2017 van nummer 82 werd een van de wapens met de naam Uri op locomotief 81 geplaatst op de plaats van een wapen met Wallis. Sindsdien heeft loc 81 zowel de naam Wallis als de naam Uri.

## Treindiensten
Deze treinen worden door Matterhorn Gotthard Bahn (MGB) ingezet op de volgende traject:
- Oberwald - Realp, (autotransport treinen door de Furka-Basistunnel)

## Foto's

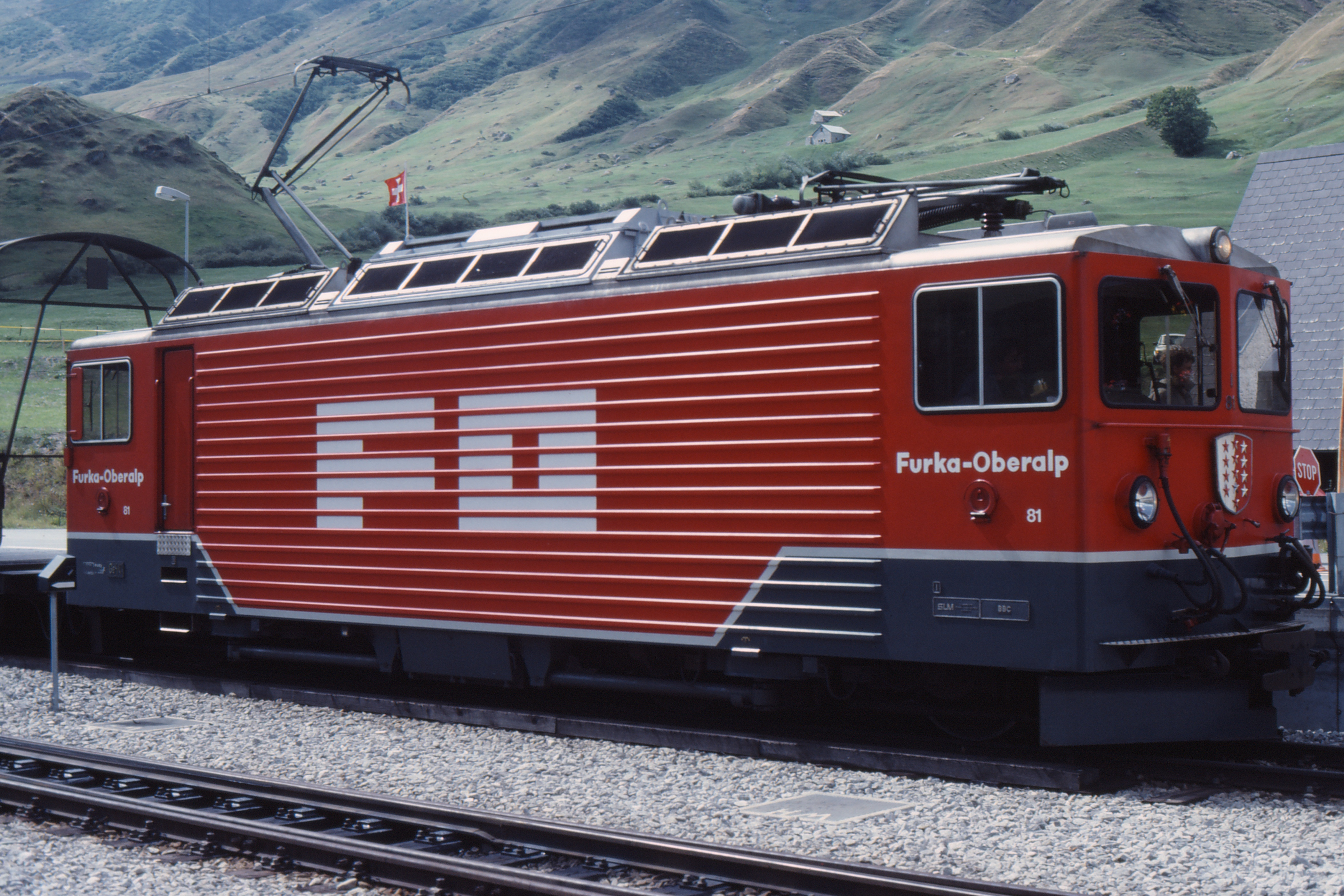
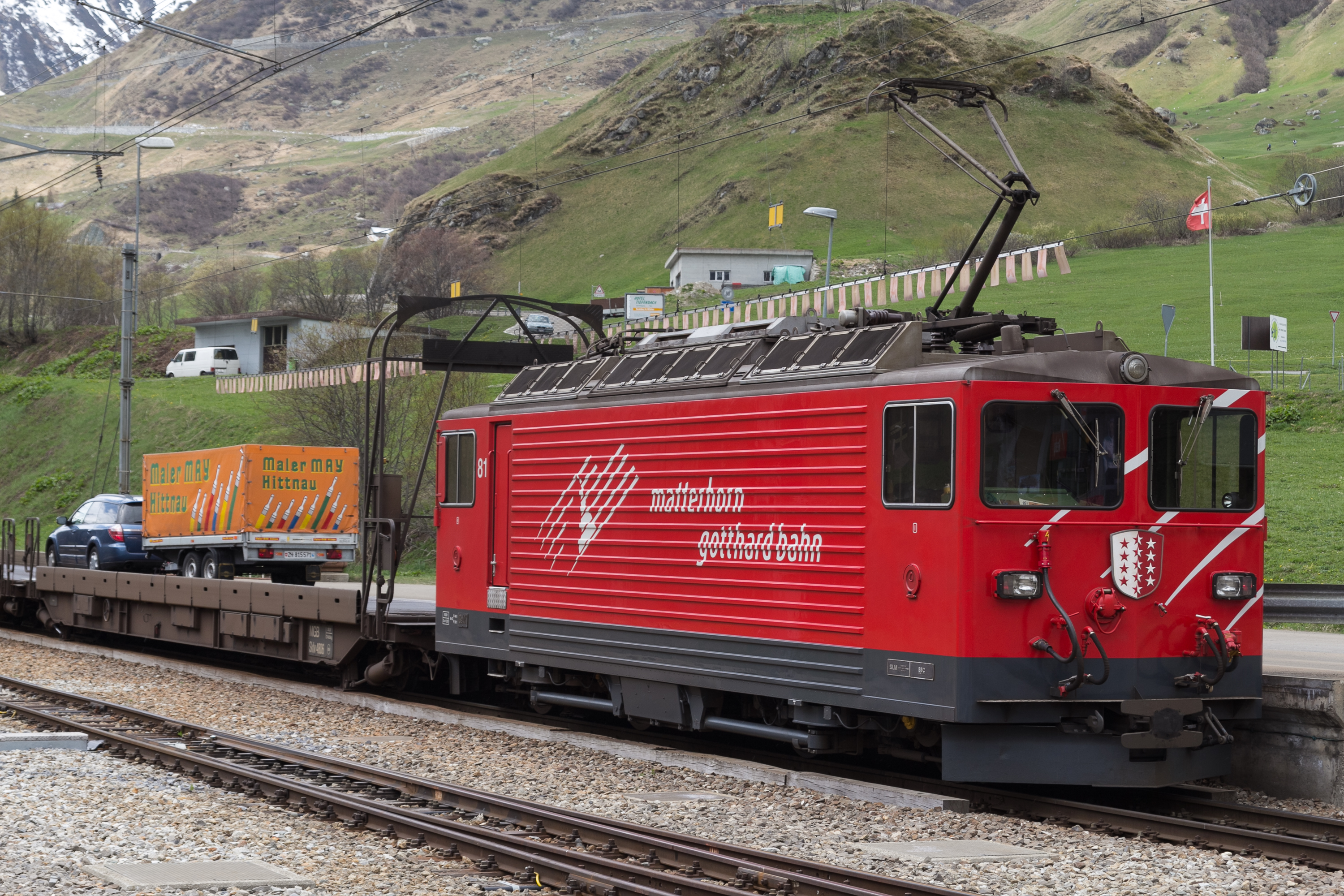

Voormalige spoorwegondernemingen: Furka-Oberalp-Bahn (FO) · Schöllenenbahn (SchB) · Brig-Visp-Zermatt-Bahn (BVZ)